# Вест-Санд-Лейк (Нью-Йорк)
Вест-Санд-Лейк (англ. West Sand Lake) — переписна місцевість (CDP) в США, в окрузі Ренсселер штату Нью-Йорк. Населення — 2616 осіб (2020).

## Географія
Вест-Санд-Лейк розташований за координатами 42°38′17″ пн. ш. 73°35′40″ зх. д. / 42.63806° пн. ш. 73.59444° зх. д. (42.637982, -73.594371).  За даними Бюро перепису населення США в 2010 році переписна місцевість мала площу 12,41 км², з яких 12,18 км² — суходіл та 0,23 км² — водойми.

## Демографія
Згідно з переписом 2010 року, у переписній місцевості мешкало 2660 осіб у 1024 домогосподарствах у складі 767 родин. Густота населення становила 214 осіб/км².  Було 1067 помешкань (86/км²).
Расовий склад населення:
| - 97,3 % — білих - 0,6 % — азіатів - 0,2 % — чорних або афроамериканців - 0,1 % — корінних американців |

До двох чи більше рас належало 1,5 %. Частка іспаномовних становила 1,7 % від усіх жителів.
За віковим діапазоном населення розподілялося таким чином: 25,1 % — особи молодші 18 років, 61,9 % — особи у віці 18—64 років, 13,0 % — особи у віці 65 років та старші. Медіана віку мешканця становила 42,0 року. На 100 осіб жіночої статі у переписній місцевості припадало 94,7 чоловіків;  на 100 жінок у віці від 18 років та старших — 92,8 чоловіків також старших 18 років.
Середній дохід на одне домашнє господарство  становив 99 196 доларів США (медіана — 86 523), а середній дохід на одну сім'ю — 109 184 долари (медіана — 89 821). Медіана доходів становила 69 020 доларів для чоловіків та 40 266 доларів для жінок. За межею бідності перебувало 2,4 % осіб, у тому числі 0,0 % дітей у віці до 18 років та 0,0 % осіб у віці 65 років та старших.
Цивільне працевлаштоване населення становило 1608 осіб. Основні галузі зайнятості: освіта, охорона здоров'я та соціальна допомога — 19,7 %, роздрібна торгівля — 18,4 %, публічна адміністрація — 11,8 %, фінанси, страхування та нерухомість — 8,6 %.